# Seseli bocconei
La finocchiella di Boccone (Seseli bocconei Guss., 1821) è una pianta appartenente alla famiglia delle Apiacee, endemica di Sicilia, Sardegna e Corsica.
Il nome della specie è un omaggio alla memoria del botanico siciliano Paolo Boccone.

## Descrizione
È una pianta emicriptofita scaposa alta 30–60 cm, glabra e glauca.

Il fusto è eretto e legnoso. 

## Distribuzione e habitat
La specie è endemica di Sicilia, Sardegna e Corsica;  presente anche in alcune isole minori quali Panarea, le isole Egadi, Lampedusa, Tavolara e Figarello.
Cresce sulle rupi calcaree prospicienti il mare, ad altitudini comprese tra 0 e 600 m s.l.m.